# Rafaello Oliveira
Rafaello Oliveira (Recife, 26 de Janeiro de 1982) é um lutador brasileiro de MMA. Ele compete na Knoxville Mixed Martial Arts e treina na Next Level Training em Knoxville, Tennessee, Estados Unidos.

## Carreira no MMA
Rafaello começou sua carreira profissional no MMA em 2004, competindo no Brasil.

### Ultimate Fighting Championship
Em Agosto de 2009, foi anunciado sua estreia no Ultimate Fighting Championship no evento UFC 103. Ele deveria enfrentar Dan Lauzon, mas Lauzon se machucou e saiu do combate. Nik Lentz foi chamado para substituir Dan Lauzon. Depois de lutar de forma agressiva no primeiro round, Lentz controlou no segundo e terceiro round para vencer por decisão unânime.
Oliveira era esperado para enfrentar Sean Sherk em 2 de Janeiro de 2010 no UFC 108.
Entretanto, depois da contusão de Tyson Griffin, Sean Sherk foi colocado para enfrentar Jim Miller no UFC 108 colocando Rafaello Oliveira para enfrentar John Gunderson. Rafaello Oliveira venceu Gunderson por decisão unânime.
Oliveira enfrentou Andre Winner em 31 de Março de 2010 no UFC Fight Night 21, substituindo Cole Miller. Oliveira foi derrotado por Andre Winner foi derrotado por decisão unânime e consequentemente cortado do UFC.
Em Maio de 2011, Oliveira foi recontratado ao UFC e enfrentou Gleison Tibau em 28 de Maio de 2011 no UFC 130, substituindo Bart Palaszewski. Oliveira foi finalizado pela primeira vez em sua carreira profissional, após Tibau encaixar um mata-leão no segundo round.
Oliveira enfrentou Yves Edwards em 1 de Outubro de 2011 no UFC Live: Cruz vs. Johnson. Ele perdeu por um nocaute técnico no segundo round.
Oliveira era esperado para enfrentar Reza Madadi em 20 de Janeiro de 2012 no UFC on FX: Guillard vs. Miller. Entretanto, Oliveira foi forçado a se retirar por contusão e substituído por Fabrício Camões
Oliveira enfrentou Yoislandy Izquierdo em 7 de Julho de 2012 no UFC 148 e venceu por decisão unânime.
Oliveira substituiu o lesionado John Makdessi contra Edson Barboza em 6 de Julho de 2013 no UFC 162. Ele perdeu a luta por nocaute técnico no segundo round, após sofrer vários chutes nas pernas que o derrubavam constantemente.
Oliveira enfrentou o estreante na categoria Erik Koch em 22 de Fevereiro de 2014 no UFC 170. Ele perdeu por nocaute técnico ainda no primeiro round.
Rafaello foi demitido do UFC em 17/04/2014.

## Vida pessoal
Rafaello é casado com Wanessa Carolina e tem três filhos.

## Cartel no MMA
| Cartel no MMA   |             |            |
| 22 lutas        | 15 vitórias | 7 derrotas |
| Por nocaute     | 4           | 4          |
| Por finalização | 4           | 1          |
| Por decisão     | 6           | 2          |
| Desconhecido    | 1           | 0          |

| Res.    | Cartel | Oponente            | Método                                    | Evento                            | Data       | Round | Tempo | Local                        | Notas          |
| ------- | ------ | ------------------- | ----------------------------------------- | --------------------------------- | ---------- | ----- | ----- | ---------------------------- | -------------- |
| Derrota | 15-7   | Erik Koch           | Nocaute Técnico (socos)                   | UFC 170: Rousey vs. McMann        | 22/02/2014 | 1     | 1:24  | Las Vegas, Nevada            |                |
| Derrota | 15-6   | Edson Barboza       | Nocaute Técnico (chutes nas pernas)       | UFC 162: Silva vs. Weidman        | 06/07/2013 | 2     | 1:44  | Las Vegas, Nevada            |                |
| Vitória | 15-5   | Yoislandy Izquierdo | Decisão (unânime)                         | UFC 148: Silva vs. Sonnen II      | 07/07/2012 | 3     | 5:00  | Las Vegas, Nevada            |                |
| Derrota | 14-5   | Yves Edwards        | Nocaute Técnico (chute na cabeça e socos) | UFC Live: Cruz vs. Johnson        | 01/10/2011 | 2     | 2:44  | Washington, D.C              |                |
| Derrota | 14-4   | Gleison Tibau       | Finalização (mata leão)                   | UFC 130: Rampage vs. Hamill       | 28/05/2011 | 2     | 3:28  | Las Vegas, Nevada            |                |
| Vitória | 14-3   | Ryan Bixler         | Nocaute Técnico (socos)                   | Recife Fighting Championship 4    | 31/03/2011 | 2     | 0:21  | Recife, Pernambuco           |                |
| Vitória | 13-3   | Bendy Casimir       | Decisão (unânime)                         | Recife Fighting Championship 3    | 02/12/2010 | 3     | 5:00  | Recife, Pernambuco           |                |
| Vitória | 12-3   | Kevin Roddy         | Finalização (mata leão)                   | DFL 1: The Big Bang               | 24/11/2010 | 1     | 4:46  | New Jersey                   |                |
| Vitória | 11-3   | Rafael Dias         | Decisão (unânime)                         | Scorpius Fighting Championships 1 | 24/10/2010 | 3     | 5:00  | Fort Lauderdale, Flórida     |                |
| Derrota | 10-3   | Andre Winner        | Decisão (unânime)                         | UFC Fight Night: Florian vs. Gomi | 31/03/2010 | 3     | 5:00  | Charlotte, Carolina do Norte |                |
| Vitória | 10-2   | John Gunderson      | Decisão (unânime)                         | UFC 108                           | 02/01/2010 | 3     | 5:00  | Las Vegas, Nevada            |                |
| Derrota | 9-2    | Nik Lentz           | Decisão (unânime)                         | UFC 103                           | 19/09/2009 | 3     | 5:00  | Dallas, Texas                | Estreia no UFC |
| Vitória | 9-1    | John Mahlow         | Decisão (unânime)                         | XFC 8: Regional Conflict          | 25/04/2009 | 3     | 5:00  | Knoxville, Tennessee         |                |
| Vitória | 8-1    | Beau King           | Finalização (mata leão)                   | Colosseo Championship Fighting    | 06/03/2009 | 1     | 1:34  | Edmonton, Alberta            |                |
| Vitória | 7-1    | Robert Thompson     | Finalização (triângulo)                   | XFC 7: School of Hard Knox        | 20/02/2009 | 1     | 4:50  | Knoxville, Tennessee         |                |
| Derrota | 6-1    | Lyle Beerbohm       | Nocaute Técnico (interrupção médica)      | ShoXC: Elite Challenger Series    | 10/10/2008 | 1     | 5:00  | Hammond, Indiana             |                |
| Vitória | 6-0    | David Santiago      | N/A                                       | ROTR: Beatdown 6                  | 16/02/2008 | N/A   | N/A   | Hawaii                       |                |
| Vitória | 5-0    | Vitor Pimenta       | Nocaute Técnico (socos)                   | Action Fight Championship         | 20/06/2007 | 2     | N/A   | Pernambuco                   |                |
| Vitória | 4-0    | Wigman Big Big      | Nocaute Técnico (slam)                    | Rino's FC 2                       | 08/06/2006 | 1     | N/A   | Pernambuco                   |                |
| Vitória | 3-0    | Fabio Fabio         | Finalização (mata leão)                   | Rino's FC 1                       | 09/02/2006 | 1     | N/A   | Pernambuco                   |                |
| Vitória | 2-0    | Miro Arona          | Decisão (unânime)                         | Pernambuco Extreme Fight          | 16/09/2005 | 2     | 5:00  | Pernambuco                   |                |
| Vitória | 1-0    | Wigman Big Big      | Nocaute Técnico (socos)                   | Arena Fight                       | 09/12/2004 | 2     | N/A   | Pernambuco                   |                |